# Bufonacris claraziana
Bufonacris claraziana är en insektsart som först beskrevs av Henri Saussure 1884.  Bufonacris claraziana ingår i släktet Bufonacris och familjen Tristiridae. Inga underarter finns listade i Catalogue of Life.